# カストリア
カストリア（ギリシャ語:Καστοριά）は、ギリシャ共和国の北部に位置する西マケドニア地方にある町である。また、カストリア県の県都でもある。2001年の人口調査によると、町の人口は約16,000人。カストリアの町は、オレスティアダ湖の西岸の岬に位置し、周囲は石灰岩が採掘される山々に挟まれている。東ローマ帝国時代の教会群やオスマン帝国期特有の建造物で有名であり、またマスの漁獲でも知られている。

## 地名
カストリアの地名の由来に関しては、多くの説がある。その中で最も有力な説によると、ギリシャ語で「ビーバー」を意味するカストラス（κάστορας）に由来しているという。町に隣接するオレスティアダ湖沿岸で捕獲された動物の毛皮による交易は、古くから町の経済の重要な基盤であったからである。他にも、ギリシャ語で「城」を意味するカストロ（κάστρο）や、ギリシア神話の英雄であり、この地を支配したとされるカストール（Κάστωρ）に由来しているという説などがある。また、この町のトルコ語名のケスリイェ（Kesriye）や、ブルガリア語・マケドニア語名のコストゥル（Костур）は、ギリシャ語名に由来している。

## 歴史

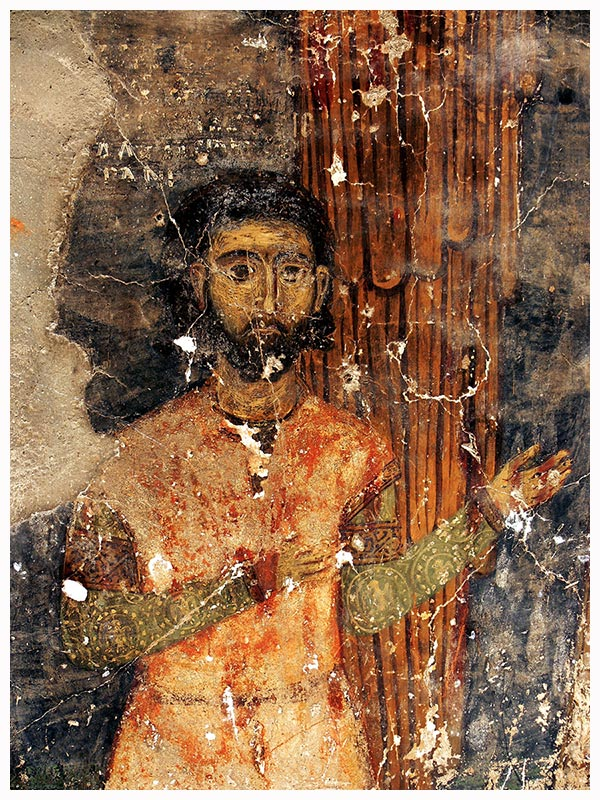
ミハイル・アセン1世の壁画

カストリアの町の起源は、古代都市セレトルム（Celetrum）だと言われている。セレトルムの町は紀元前200年に共和政ローマの支配下に入った。東ローマ帝国の歴史家プロコピオスによると、町の名称はその後ユスティニアノポリス（Justinianopolis）に改名されたという。カストリアの町は地理的に戦略的な土地にあるために、東ローマ帝国とブルガリア帝国との間で町の所有をめぐる抗争が続いた。9世紀に第一次ブルガリア帝国がカストリアを奪取したが、帝国の衰退により、町は東ローマ帝国が奪回した。13世紀に第二次ブルガリア帝国の皇帝カロヤンとイヴァン・アセン2世が再び町を攻略したが、1246年にはニカイア帝国に奪取された。またその後の1331年から1380年にかけては、セルビア帝国が町を占領したこともあった。
1385年ごろにオスマン帝国がカストリアの町を攻略した。その後オスマン帝国による支配が続き、1912年の第一次バルカン戦争でギリシャ王国が町を占領した。1913年に結ばれたロンドン条約およびブカレスト条約によって、カストリアはギリシャ領となった。
第二次世界大戦とギリシャ内戦では、町で幾度も戦いが行われ、カストリアの街は甚大な被害を受けた。1948年にはギリシャ人民解放軍（ELAS）によって町は占拠され、近郊のグラモス山では内戦での最後の戦いが行われた。

### ユダヤ人

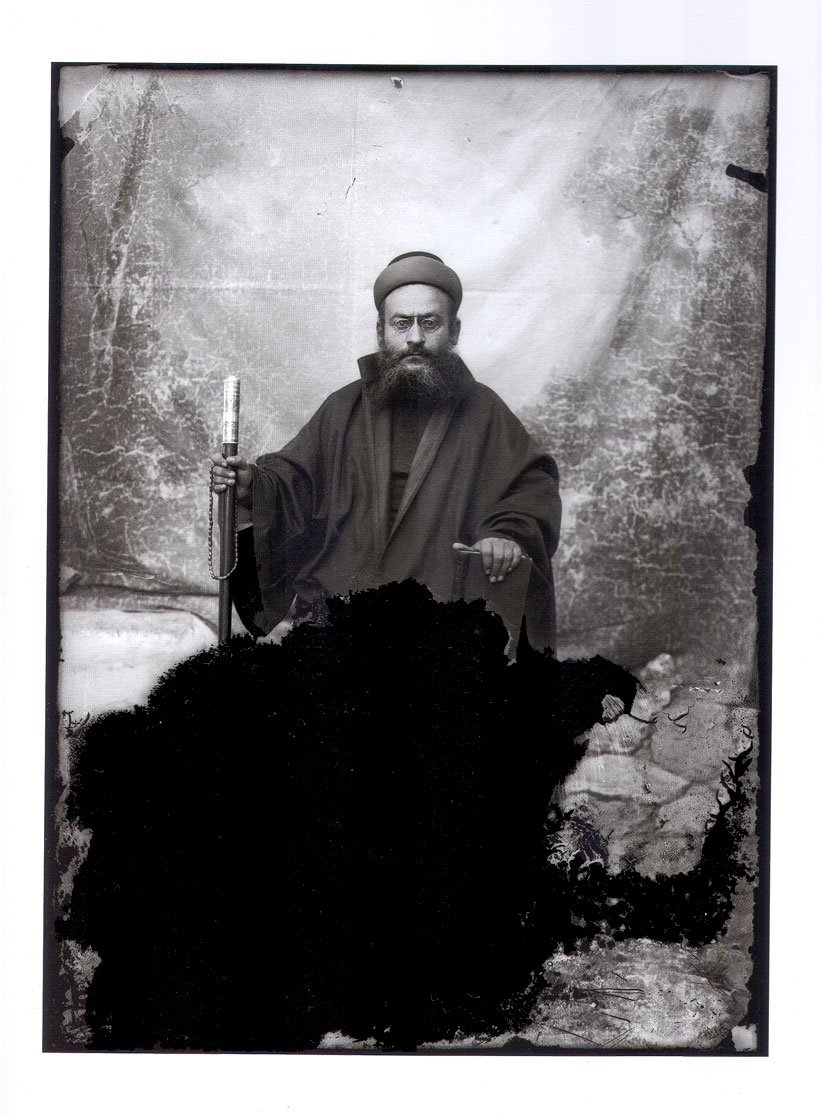
カストリアのラビ

1940年には、カストリアには約900人のユダヤ人が居住し、その大半はラディーノ語（ユダヤ・スペイン語）を話すセファルディムであった。多くは17世紀から18世紀にスペインからイタリア経由で移住した、イタリア系の姓を持つ人であった。
第二次世界大戦中の1944年5月末には、カストリアがナチス・ドイツ軍に占領され、町に住んでいた763人のユダヤ人はアウシュヴィッツに連行された。その4か月後に町は連合国軍によって解放されたが、戦後の1945年にはユダヤ人は35人しか生存していなかった。

## 経済
カストリアは国際的な毛皮貿易の中心地であり、この貿易が町の経済の基盤となっている。なかでもミンクの毛皮の貿易が主流であり、毎年世界中にある店のショーケースを飾ることとなる。他の町の生産物としては、小麦やリンゴ、ワイン、魚などがある。近年では市内に大型ショッピングセンターが建設された。またカストリアには、16の地元ラジオ局 と2つのテレビ局、5つの新聞社と、7つの週刊誌 がある。

## 観光

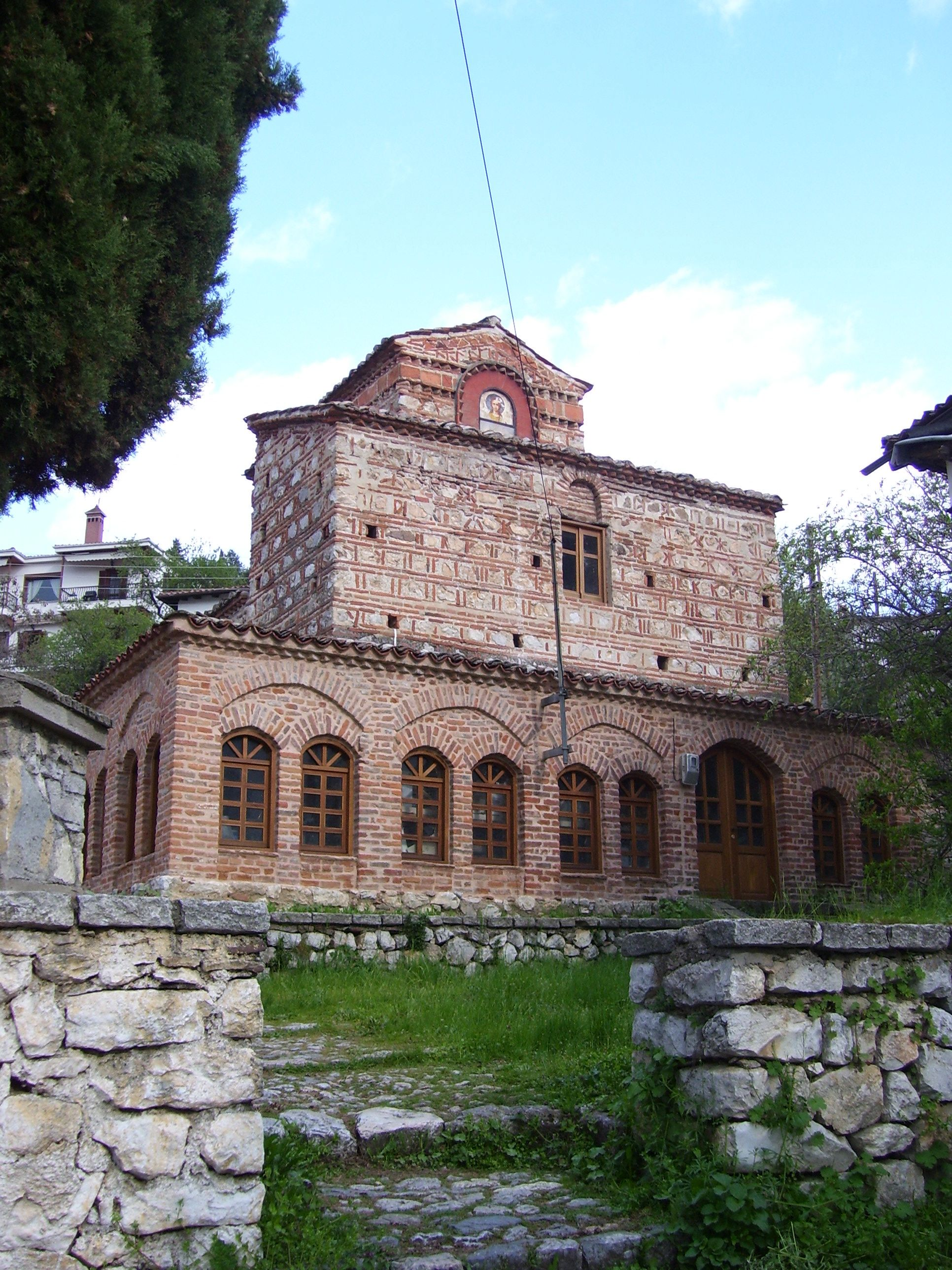
聖ステファノス教会

カストリアは、ギリシャ正教会の宗教的中心地であり、府主教座が置かれている。かつて中世には72の教会が町に存在したが、現在でも54の教会が残存している。その中には東ローマ帝国後期の建築様式やフレスコ画が残っているものもある。また、市内にはオスマン帝国時代に遡る古い邸宅や、東ローマ帝国時代の城壁の一部も残存している。

## 著名な出身者
- アタナシオス・フリストプロス（1772-1847、詩人）
- ディミトリス・ディマンディディス（1980-、バスケットボール選手）
- ルカス・サマラス（1936-、芸術家）
- マリア・スピロプル（実験物理学者）

## 参考
- The Columbia Encyclopedia（2004年）
- Encyclopædia Britannica（2005年）
- The Penguin Encyclopedia of Places（1999年）
- Rough Guide to Greece, Mark Ellingham et al.（2000年）